# Jabal Bayqah
Jabal Bayqah är ett berg i Förenade Arabemiraten.   Det ligger i emiratet Fujairah, i den nordöstra delen av landet, 210 kilometer öster om huvudstaden Abu Dhabi. Toppen på Jabal Bayqah är 442 meter över havet, eller 114 meter över den omgivande terrängen. Bredden vid basen är 1,5 km.
Terrängen runt Jabal Bayqah är kuperad. Närmaste större samhälle är Fujairah, 12,7 kilometer sydost om Jabal Bayqah.
Trakten runt Jabal Bayqah är ofruktbar med lite eller ingen växtlighet.  Trakten runt Jabal Bayqah är ganska tätbefolkad, med 52 invånare per kvadratkilometer.